# Esoteric Warfare
Az Esoteric Warfare a norvég black metal együttes Mayhem ötödik nagylemeze, amit a Season of Mist adott ki 2014. június 6-án Európában és június 10-én Észak-Amerikában. Ez az első olyan Mayhem-album, amelyen Teloch gitározik - elődje, Blasphemer 2008 óta nem tagja a zenekarnak.
Az album számos különböző formátumban elérhető: 1000 példányszámban készült gyűjtői darab, kazetta, digipak változat és hét különböző színű vinil nagylemez, amelyeket csak hét kiválasztott országban lehet kapni.

## Háttér
Az albumot először a basszusgitáros, Necrobutcher említette meg egy interjúban, 2012-ben. Azt mondta a Total Rock Radiónak, hogy „valami olyasmit tervezünk csinálni, amivel kicsit saját magunkat is seggbe rúgjuk”.
2013. augusztus 2-án Hellhammer dobos kiírta a Facebook oldalára, hogy az album dobrészét jelenleg veszik fel.
A tagok bejelentették 2013 novemberében, hogy az új album keverési munkálatai elkezdődtek a norvégiai Gjerstadban, a Mølla stúdióban.
2014. február 18-tól meghallgatható az első dal az albumról, a Psywar. A kislemez 2014. április 25-én jelent meg. A második interneten meghallgatható dal, a VI.Sec. április elején került ki a zenekar SoundCloud oldalára.

## Számlista
Az összes szám szerzője Mayhem. 
| 1.    | "Watchers"       | 6:19 |
| 2.    | "PsyWar"         | 3:25 |
| 3.    | "Trinity"        | 3:57 |
| 4.    | "Pandaemon"      | 2:53 |
| 5.    | "MILAB"          | 6:03 |
| 6.    | "VI.Sec."        | 4:14 |
| 7.    | "Throne Of Time" | 4:06 |
| 8.    | "Corpse Of Care" | 4:06 |
| 9.    | "Posthuman"      | 6:54 |
| 10.   | "Aion Suntelia"  | 5:25 |
| 47:24 |                  |      |

### A gyűjtői darab bónuszai
1. "Into the Lifeless"

### A japán kiadás bónuszai
1. "From Beyond the Event Horizon" – 4:32

## Közreműködők

### Mayhem
- Csihar Attila – ének
- Necrobutcher – basszusgitár
- Hellhammer – dob
- Teloch – gitár

### További közreműködők
- Zbigniew M. Bielak – albumborító[8]

## Eladási eredmények
Az Esoteric Warfare eladási száma 1900 felett van az Egyesült Államokban.
| Eladási lista (2014)                              | Helyezés |
| ------------------------------------------------- | -------- |
| Finn albumeladási lista (Suomen virallinen lista) | 32.      |
| U.S. Heat.                                        | 14.      |